# Calle Blancos
Calle Blancos – dystrykt w Kostaryce, w kantonie Goicoechea, w prowincji San José.

## Geografia
Calle Blancos ma powierzchnię 2,36 kilometrów kwadratowych i leży na wysokości 1185 m n.p.m.

## Demografia
Według zliczenia ludności w 2011 roku w dystrykcie Calle Blancos mieszkało 19 984 mieszkańców.

## Transport

### Transport drogowy
Przez dystrykt Calle Blancos biegną następujące drogi krajowe:
- Droga krajowa nr 32
- Droga krajowa nr 39
- Droga krajowa nr 100
- Droga krajowa nr 109
- Droga krajowa nr 201